# Saṃyutta Nikāya
Il Samyutta Nikaya (Saṃyutta Nikāya, di seguito abbreviato come SN, traducibile con "Discorsi connessi" o "Detti affini") è una scrittura Buddista, il terzo dei cinque Nikaya, o raccolte, nella Sutta Pitaka, che è uno dei "tre Pilastri" che compongono il Pali Tipitaka del Buddismo theravada. A causa del modo abbreviato in cui sono state scritte le parti del testo, il numero totale esatto di Sutta non è chiaro. Il redattore dell'edizione della Pali Text Society ne ha determinati 2889, la traduzione di Bhikkhu Bodhi ne contiene 2904, mentre con i commenti diventano 7762. Uno studio di Rupert Gethin fornisce i totali per le edizioni birmana e singalese in, rispettivamente, 2854 e 7656 e nel proprio calcolo Gethin ne ha contati 6696; inoltre, secondo lo studioso, anche il totale nell'edizione thailandese non appare determinabile. I Sutta sono raggruppati in cinque Vaggas o sezioni. Ogni Vagga è ulteriormente suddivisa in Samyuttas, o capitoli, ognuno dei quali a sua volta contiene un gruppo di Sutta su un argomento correlato. 

## Corrispondenza con il Saṃyukta Āgama
Il Saṃyutta Nikāya corrisponde al Saṃyukta Āgama, rinvenuto nei Sutra Pitikas di varie scuole dei primi Buddisti sanscriti, i cui frammenti rimasti sono sia in lingua sanscrita che nella traduzione tibetana. Un'edizione cinese completa dalla recensione di Sarvāstivādin appare nel canone buddista cinese, dove è noto come Zá Ahánjīng (雜 阿含 經), il cui significato è "l'agama mista". Una comparazione tra i testi di Sarvāstivādin, Kāśyapīya e Theravadin rivela una considerevole consistenza di contenuto, sebbene ogni recensione abbia all'interno Sutra/Sutta non presenti negli altri. La versione cinese (《<雜 阿含 經> 校 釋》) vede un ulteriore confronto tra le diverse sezioni. 

## Congruenze
Bhante Sujato, un monaco studioso contemporaneo, sostiene che la notevole congruenza delle varie recensioni suggerisca che la Samyutta Nikaya/Saṃyukta Āgama fosse l'unica collezione a essere stata completata, sia in termini di struttura che di contenuto, nel periodo del primo Buddismo.

## Traduzioni

### Traduzioni complete
- Il Libro dei Detti Affini, traduzione di C.A.F. Rhys Davids & F.L. Woodward, 1917–1930, 5 volumi, Bristol: Pali Text Society
- I discorsi connessi del Buddha, traduzione di Bhikkhu Bodhi, 2000, Wisdom Publications, Somerville, MA, ISBN 0-86171-331-1; la Pali Text Society (PTS) pubblica anche un'edizione privata di questa scrittura, destinata ai soli membri della società ed è quindi la versione che la PTS preferisce maggiormente.
- Bhikkhu Sujato, I Discorsi "Collegati" o "Connessi", 2018, pubblicato online su SuttaCentral e messo a disposizione sotto pubblico dominio.

### Selezioni
- antologia pubblicata dalla Buddhist Publication Society, Kandy, Sri Lanka.
- Nidana Samyutta, pubblicata in Birmano; ristampata da Sri Satguru, Delhi.

## Sezioni
Le Vagga contenute in questo Nikaya sono (la numerazione dei capitoli [Samyuttas] si riferisce qui alle edizioni della Pali Text Society e in lingua birmana, mentre quella singalese e tailandese dividono il testo in modo leggermente diverso): 
Prima Parte - Sagatha-vagga (capitoli SN 1-11): 
una raccolta di Sutta contenenti versi (Sagatha), molti condivisi da altre parti del canone di Pali come Theragatha, Therigatha, Suttanipata, Dhammapada e Jatakas.
Seconda parte - Nidana-vagga (capitoli SN 12-21): 
una raccolta di Sutta che riguardano principalmente la causalità (Nidana).
Terza parte - Khandha-vagga (capitoli SN 22-34): 
una raccolta di Sutta appartenenti principalmente ai cinque aggregati (Khandha).
Quarta Parte - Salayatana-vagga (capitoli SN 35-44): 
una raccolta di Sutta appartenenti principalmente alle sei basi sensoriali (Salayatana), comprendenti il "Sermone del fuoco" (Adittapariyaya Sutta).
Quinta Parte -  Maha-vagga (capitoli SN 45-56): 
la più grande – ovvero grande (Maha) – raccolta, composta dai seguenti capitoli: 
Capitolo 45 - Il Nobile Ottuplice Sentiero
Capitolo 46 - I Sette Fattori dell'Illuminazione
Capitolo 47 - Le Quattro Basi della Consapevolezza
Capitolo 48 - Le Facoltà
Capitolo 49 - I Quattro Giusti Sforzi
Capitolo 50 - I Cinque Poteri
Capitolo 51 - Le Quattro Basi del Potere Spirituale
Capitolo 52 - Discorsi di Anuruddha
Capitolo 53 - Jhanas (Meditazione)
Capitolo 54 - Consapevolezza della Respirazione
Capitolo 55 - Fattori di Ingresso nel Flusso
Capitolo 56 - Le Verità